# Sebastián Rulli
Pour les articles homonymes, voir Rulli.
Sebastián Oscar Rulli est un acteur argentin de telenovelas, né le 6 juillet 1975 à Buenos Aires (Argentine).

## Biographie
Avant de devenir l'acteur à succès qu'il est aujourd'hui, Sebastián Rulli a commencé par le mannequinat. Il a défilé dans les plus grandes de villes de la mode comme Paris, Milan, New York...
Au Mexique, il intègre le Centro de Educación Artística (centre de formation au métier d'acteur, appartenant au groupe Televisa). Sa première apparition sur les écrans est dans Montaña rusa, otra vuelta en 1995.
Depuis, sa popularité n'a cessé de croître. Sebastián Rulli participe à de nombreuses telenovelas notamment Clase 406 (2002) et Rubí (2004). Plus récemment, il a eu le rôle principal dans Contra viento y marea au côté de Marlene Favela.
Sébastien Rulli est en couple avec l'actrice et mannequin franco-mexicaine Angélique Boyer depuis le tournage de la telenovela Lo que la vida me robó.

## Filmographie

### Au cinéma
- 2005 : Tres : Virgilio

### À la télévision
- 1995 : Montaña rusa, otra vuelta (série télévisée) : Ignacio
- 1997 : Locas por ellos (série télévisée) : Johnny
- 1997 : Naranja y media (série télévisée) : Sebastián
- 1998 : Verano del '98 (série télévisée) : Willy
- 2000 : Primer amor... a mil por hora (série télévisée) : Mauricio
- 2001 : Primer amor... tres años después (TV) : Mauricio
- 2001 : Sin pecado concebido (série télévisée) : Marco Vinicio Martorel Hernández
- 2004 : Rubi (série télévisée) : Héctor Ferrer
- 2005 : Contra viento y marea (série télévisée) : Sebastián Cárdenas
- 2007 : Pasion (telenovela) : Santiago
- 2008 - 09 : Un gancho al corazón : Mauricio Sermeño
- 2010 : Cuando me enamoro (téléroman) : Roberto Gamba (Participation spéciale)
- 2010 - 11 : Teresa (série télévisée) : Professor Arturo de la Barrera
- 2012 : Amores verdaderos (telenovela) :  Guzmán Trejo
- 2013 : Lo que la vida me robó (telenovela) : Alejandro Almonte
- 2016 : Tres veces Ana (Televisa) : Don Santiago García / Don Marcelo Salvaterra
- 2017 - : Papá a toda madre (Televisa): Mauricio López-Garza
- 2019 - : El Dragón (Netflix) : Miguel Garza
- 2021 - : Vencer el pasado : Dario Valencia Grimaldi / Mauro Alvarez Llanos
- 2022 - : Los ricos también lloran (Televisa) : Luis Alberto Salvatierra
- 2024 -: Diana Salazar : Don Eduardo